# برگ‌عبایی
برگ‌عبایی، عبایی (نام علمی: Aspidistra elatior) نام یک گونه از تیره مارچوبگان است.
گیاهی ریزوم‌دار، بدون ساقه هوایی، برگ‌های سبز تیره، براق و پهن با دمبرگ بلند که به طور مستقیم از سطح خاک بیرون می‌آید. دارای گل‌های ریز و فنجان‌مانند که روی سطح خاک و در قسمت زیرین گیاه، در اواخر تابستان ظاهر می‌شود. عمر این گیاه زیاد و سال‌های متمادی بدون تغذیه و تعویض گلدان در اتاق می‌ماند. برگ عبایی به خشکی و تغییرات دما، بسیار مقاوم است و نور کم را به خوبی تحمل می‌کند. اگر دما بالا نباشد این گیاه مدتها می تواند خشکی را هم تحمل کند. در تابستان باید گلدان‌ها را در محل نیمه سایه قرار داد و گرنه آفتاب، برگ‌ها را از بین می‌برد. نیازمند دمای پایین (مثل آکوبا)، به رطوبت ۷۰–۵۰ درصد و آب متوسط نیازمند است. اگر آب زیاد داده شود، گیاه می میرد. محیط سایه و سایه‌آفتاب و خاک مورد نیاز آن مخلوطی از خاک لوم، خاک‌برگ و ماسه است. در نهایت تکثیر آن از طریق تقسیم بوته و در بهار انجام می‌گیرد. تعویض گلدان به گیاه آسیب می رساند. بهتر است هر چهار یا پنج سال یکبار گلدان را عوض کرد.